# Boheľov
Boheľov es un municipio del distrito de Dunajská Streda en la región de Trnava, Eslovaquia, con una población estimada a final del año 2024 de 355 habitantes.
Se encuentra ubicado al sur de la región, cerca de los ríos Danubio y Váh, y de la frontera con Hungría y la región de Bratislava.

## Demografía
| Año        | 1994 | 2004    | 2014    | 2024    |
| ---------- | ---- | ------- | ------- | ------- |
| Población  | 371  | 365     | 346     | 355     |
| Diferencia |      | −1,61 % | −5,20 % | +2,60 % |

| Año        | 2023 | 2024    |
| ---------- | ---- | ------- |
| Población  | 357  | 355     |
| Diferencia |      | −0,56 % |